# Marcello Pagliero
Marcello Pagliero (* 15. Januar 1907 in London; † 9. Dezember 1980 in Paris) war ein italienisch-französischer Filmregisseur, Drehbuchautor und Schauspieler.

## Leben und Wirken
Der in London geborene Sohn eines Genueser Vaters und einer französischen Mutter wuchs seit 1914 in Italien auf. Nach seinem Jura-Studium wechselte Pagliero zur Zeitung und arbeitete als Kunst- und Literaturkritiker. Beim Film war er zunächst im Synchronbereich tätig und beteiligte sich ab 1940 an Drehbüchern bzw. Storyentwürfen. Zur Zeit des Sturzes von Mussolini (1943) begann Marcello Pagliero als Regisseur zu arbeiten. Sein erster Film, 07… tassi, der auf die Kriegssituation Italiens reagierte, hatte eine komplizierte Produktionsgeschichte, wurde von andren beendet und kam erst 1946 in die Kinos. Nach einigen Dokumentarfilmen war er auch an der Entstehung des neorealistischen Kinos beteiligt. In Roberto Rossellinis Meisterwerk Rom, offene Stadt wirkte er als Schauspieler mit: Pagliero verkörperte die Schlüsselrolle des Manfredi, eines der Anführer des antifaschistischen Widerstandes. Bei Rossellinis Paisà (1946) beteiligte er sich an der Storyvorlage. Dafür erhielt er 1950 eine Oscarnominierung.
1947 übersiedelte der Italiener in das Land seiner Mutter und ließ sich in Paris nieder. Dort setzte er seine Tätigkeit als Schauspieler wie als Regisseur fort. Das Gros seiner Inszenierungen ist von minderer Bedeutung, nur seine Adaption von Sartres Theaterstück Die ehrbare Dirne sorgte im Aufführungsjahr 1953 für allerlei Aufregung und machte den Regisseur international bekannt. Seine Folgeinszenierungen, oftmals spekulative Kolportage, sind nahezu bedeutungslos. 1955 filmte Pagliero in Neuguinea, vier Jahre darauf in der Sowjetunion.
Marcello Pagliero war auch für das Theater tätig. So stellte er beispielsweise eine Aufführung von La Mandragola am Teatro delle Arti in Rom auf die Beine. Als Regisseur arbeitete er nach 1960 nur noch für das Fernsehen.

## Filmografie
als Regisseur, wenn nicht anders angegeben
- 1943: 07… tassi (auch Drehbuch)
- 1945: Desiderio (Co-Regie, Co-Drehbuch)
- 1945: Glorreiche Tage (Giorna di gloria) (Co-Regie)
- 1945: Rom, offene Stadt (Roma, città aperta) (nur Schauspieler)
- 1946: Paisà (Paisà)
- 1946: Rom, offene Stadt (Roma, città libera)
- 1947: L’altra (nur Schauspieler)
- 1947: Das Spiel ist aus (Les Jeux sont faits) (nur Schauspieler)
- 1948: Die Schenke zum Vollmond (Dédée d’Anvers) (nur Schauspieler)
- 1948: La Voix du rêve (nur Schauspieler)
- 1949: Un Homme marche dans la ville
- 1950: La Rose rouge
- 1950: Les Amants de bras-mort
- 1952: Die ehrbare Dirne (La P… respectueuse)
- 1952: Im Wirbel von Marseille (Tourbillon) (nur Schauspieler)
- 1953: Vestire gli ignudi
- 1954: Liebe, Frauen und Soldaten (Destinées) (Regie einer Episode)
- 1954: La vergine moderna (auch Schauspieler)
- 1954: Das Schiff der gefährlichen Männer (Chéri-Bibi)
- 1955: Die Abenteuer des Capitaine Steve (L’Odyssée du capitaine Steve)
- 1957: Seven Thunders (nur Schauspieler)
- 1959: Man kann’s ja mal versuchen (Le Bel âge) (nur Schauspieler)
- 1959: 20000 mille lieues sur la terre (Dokumentarfilm, auch Drehbuch)
- 1960: Hunger nach Liebe (Les Mauvais coups) (nur Schauspieler)
- 1961: Léon Garros sucht seinen Freund (Leon Garros ischtschjot druga)
- 1961: Ton ombre et la mienne (nur Schauspieler)
- 1965: Nick Carter: Zum Frühstück Blondinen (Nick Carter et le trèfle rouge) (nur Schauspieler)
- 1965: Grüße an die Mafia (Je vous salue, Maffia!) (nur Schauspieler)
- 1967: Blaue Gauloises (Les Gauloises bleues) (nur Schauspieler)
- 1969: La Nuit bulgare (nur Schauspieler)